# Districte de Spandau
El Districte de Spandau és el cinquè dels dotze districtes (Bezirk) de Berlín. És el quart més gran i el més occidental i està situat a la confluència dels rius Havel i Spree.
Té indústries del metall, de química i de fabricació de catifes. Va ser el lloc on estava la famosa presó de Spandau fins que va ser enderrocada l'any 1987. La banda musical britànica de música New Romantic, Spandau Ballet va prendre el seu nom del barri de Spandau que era al sector britànic en l'antic Berlín Occidental.

## Demografia
L'any 2010, Spandau tenia 223.962 habitants dels quals el 27% eren immigrants d'ètnia no alemanya.

## Subdivisió

Barris de Spandau

Spandau està dividit en 9 barris (Ortsteile):
- Spandau
- Haselhorst
- Siemensstadt
- Staaken
- Gatow
- Kladow
- Hakenfelde
- Falkenhagener Feld
- Wilhelmstadt